# سیارک ۱۸۹۰۵
سیارک ۱۸۹۰۵ (به انگلیسی: 18905 Weigan، نامگذاری:2000OF10) هجده هزار و نهصد و پنجمین سیارک کشف شده‌است که در ۲۳ ژوئیه ۲۰۰۰ کشف شد.
قدر مطلق سیارک برابر ۱۱.۲ است.